# Twin Towers Correctional Facility
 (mars 2021).
Si vous disposez d'ouvrages ou d'articles de référence ou si vous connaissez des sites web de qualité traitant du thème abordé ici, merci de compléter l'article en donnant les références utiles à sa vérifiabilité et en les liant à la section « Notes et références ».
 (mars 2021).
La mise en forme du texte ne suit pas les recommandations de Wikipédia : il faut le « wikifier ».
Les points d'amélioration suivants sont les cas les plus fréquents. Le détail des points à revoir est peut-être précisé sur la page de discussion.
- Les titres sont pré-formatés par le logiciel. Ils ne sont ni en capitales, ni en gras.
- Le texte ne doit pas être écrit en capitales (les noms de famille non plus), ni en gras, ni en italique, ni en « petit »…
- Le gras n'est utilisé que pour surligner le titre de l'article dans l'introduction, une seule fois.
- L'italique est rarement utilisé : mots en langue étrangère, titres d'œuvres, noms de bateaux, etc.
- Les citations ne sont pas en italique mais en corps de texte normal. Elles sont entourées par des guillemets français : « et ».
- Les listes à puces sont à éviter, des paragraphes rédigés étant largement préférés. Les tableaux sont à réserver à la présentation de données structurées (résultats, etc.).
- Les appels de note de bas de page (petits chiffres en exposant, introduits par l'outil «  Source ») sont à placer entre la fin de phrase et le point final[comme ça].
- Les liens internes (vers d'autres articles de Wikipédia) sont à choisir avec parcimonie. Créez des liens vers des articles approfondissant le sujet. Les termes génériques sans rapport avec le sujet sont à éviter, ainsi que les répétitions de liens vers un même terme.
- Les liens externes sont à placer uniquement dans une section « Liens externes », à la fin de l'article. Ces liens sont à choisir avec parcimonie suivant les règles définies. Si un lien sert de source à l'article, son insertion dans le texte est à faire par les notes de bas de page.
- La présentation des références doit suivre les conventions bibliographiques. Il est recommandé d'utiliser les modèles {{Ouvrage}}, {{Chapitre}}, {{Article}}, {{Lien web}} et/ou {{Bibliographie}}. Le mode d'édition visuel peut mettre en forme automatiquement les références.
- Insérer une infobox (cadre d'informations à droite) n'est pas obligatoire pour parachever la mise en page.

Pour une aide détaillée, merci de consulter Aide:Wikification.
Si vous pensez que ces points ont été résolus, vous pouvez retirer ce bandeau et améliorer la mise en forme d'un autre article.
L'établissement correctionnel des Tours Jumelles (en anglais : Twin Towers Correctional Facility), également appelée « Prison des Tours jumelles » dans les médias, est un complexe pénitentiaire situé à Los Angeles, en Californie. L'établissement est situé au 450 Bauchet Street, et est géré par le Los Angeles County Sheriff's Department. L'établissement se compose de deux tours, d'un bâtiment de services médicaux et du Los Angeles County Medical Center Jail Ward.
Le complexe de 1,5 million de pieds carrés (140 000 m2) a été ouvert en 1997, bien qu'il soit resté vide pendant une certaine période avant son ouverture en raison du manque de fonds de fonctionnement. Pendant cette période, les shérifs adjoints ont dû empêcher les gens d'entrer par effraction. Il a été autorisé et construit après que le tremblement de terre de Northridge eut endommagé l'historique Hall of Justice de la ville. La sécurité de l'établissement est centrée sur une conception panoptique qui permet aux adjoints et aux officiers dans une salle de contrôle centrale de regarder à travers un matériel optique sécurisé pour voir dans toutes les zones de l'établissement.

## Préoccupations
Malgré les systèmes de sécurité ultramodernes intégrés à la prison, le détenu Kevin Jerome Pullum s'est échappé par une sortie réservée aux employés le 6 juillet 2001, deux heures après avoir été condamné pour tentative de meurtre, et est resté en liberté pendant dix-huit jours avant d'être appréhendé à moins d'un kilomètre de la prison. Pullum a utilisé une photo de l'acteur Eddie Murphy dans un journal pour modifier un badge d'identification qu'il a utilisé lors de son évasion. Cette tentative a fait de Pullum la 13e personne à réussir à s'échapper de l'établissement.

En mai 2013, avec la prison centrale pour hommes adjacente, Twin Towers a été classée comme l'une des dix pires prisons des États-Unis, sur la base d'un reportage du magazine Mother Jones qui déclarait : 

« Entassant ses prisonniers dans les meilleurs moments, Twin Towers et Men's Central débordent littéralement de prisonniers transférés là depuis des prisons californiennes surpeuplées dans le cadre du plan de réorganisation ordonné par le tribunal de l'État. Des témoins oculaires, dont plusieurs aumôniers de prison, ont rapporté que les attaques des adjoints dans les établissements jumelés sont souvent non provoquées ou provoquées par la moindre infraction. D'autres adjoints s'y ajoutent souvent, parfois après avoir été avertis de l'action par leur talkie-walkie. »

Le rapport inclut une anecdote, par exemple, dans laquelle un prisonnier qui a subi de multiples blessures lors d'une telle attaque, aurait été contraint à défiler nu dans un module de la prison alors qu'un adjoint criait « garçon homosexuel en balade », placé dans une cellule, battu et violé par d'autres détenus alors que les adjoints restaient à côté. La prison a également fait l'objet de critiques de la part des défenseurs des droits de l'homme en tant que point central de l'utilisation de médicaments psychiatriques pour avoir la maîtrise des prisonniers.
Il a été objecté que des femmes adjointes et officiers peuvent être présents pendant le traitement des prisonniers masculins. Leur accès n'est pas limité pendant la période où les prisonniers sont nus et attendent qu'on leur remette une combinaison.

## Détenus notables
- The Game, rappeur[7]
- Freddie Gibbs, rappeur[8]
- Paris Hilton, célébrité de shows de télé-réalité[9]
- Conrad Murray, docteur personnel de Michael Jackson[10]
- Ron Jeremy, acteur pornographique[11]
- Johnny "J" (en), producteur de rap
- Robert Durst, héritier immobilier et meurtrier supposé[12],[13]